# Ethnic Heritage Ensemble
Das Ethnic Heritage Ensemble ist ein seit mehr als 50 Jahren bestehendes nordamerikanisches Jazzensemble.

## Bandgeschichte
1973 wurde die Gruppe, in der seit Gründung Musiker der Association for the Advancement of Creative Musicians spielen, erstmals von Kahil El’Zabar in Chicago formiert, um mit ihr „transafrikanische Musik“ zu spielen. Nach einem Gastaufenthalt in Ghana hatte El’Zabar deren Konzept entwickelt, um „die traditionelle afrikanische Sensibilität mit zeitgenössischen Formen westlicher Musik vereinen, in der schwarze Musiker eine andere Tonart spielen als auf dem Kontinent“.
Im Ethnic Heritage Ensemble wird im Sinne dieser „transafrikanischen Musik“ die Herangehensweise und das Erbe der Musiziertradition Afrikas mit den innovativen Errungenschaften und Ausdrucksmöglichkeiten des Creative Jazz kombiniert. „Das Ethnic Heritage Ensemble gibt sich stark rhythmisch, perkussiv und groovend, musiziert zwischen lyrisch-verspielt und impulsiv, zwischen Tradition und Avantgarde, zwischen Bop und Free, bleibt aber in jeder einzelnen Note der afroamerikanischen Tradition verhaftet. Vor diesem Hintergrund gehören die musikalischen Statements Kahil El’Zabars zu den stärksten und aussagekräftigsten im Jazz.“ Seit 1977 ist die Band auch außerhalb Nordamerikas unterwegs und insbesondere in Europa anhaltend erfolgreich; sie veröffentlichte ihre Alben bei kleineren europäischen Labels. 
Die meiste Zeit arbeitete die Formation als Trio in der Besetzung Perkussionist, Holzbläser, Blechbläser. Wie in der Anfangszeit und zwischen 1998 und 2000 bestand das Ensemble 2006 in einer vergrößerten Formation. Später wurden häufig Gastmusiker hinzugezogen.
In den letzten Jahren wurden einzelne Songs des Ensembles auch einem Remix unterzogen (etwa durch I. G. Culture, Osunlade, Henrik Schwarz, Charles Webster, Djinji Brown oder Kemit Sources.)

## Diskographie
- Three Gentlemen from Chicago (Moers, 1981)
- Impressions (Red Records, 1982)
- Welcome (Leo Records, 1984)
- Ancestral Song – Live from Stockholm (Silkheart, 1988)
- Hang Tuff (Open Minds, 1991)
- Dance with the Ancestors (Chameleon, 1993)
- 21st Century Union March (Silkheart, 1997)
- The Continuum (Delmark Records, 1997)
- Papa’s Bounce (CIMP, 1998)
- Freedom Jazz Dance (Delmark, 1999)
- Ka-Real (Silkheart, 2000)
- Hot 'N' Heavy – Live at the Ascension Loft (Delmark, 2007)
- Mama's House (Katalyst, 2009)
- Black is Back: 40th Anniversary Project (Katalyst, 2014)
- Be Known – Ancient/Future/Music (Spiritmuse, 2019)
- Spirit Gatherer: Tribute to Don Cherry (Spiritmuse, 2023)
- Open Me: A Higher Consciousness of Sound and Spirit  (Spiritmuse, 2024)